# اتوبوس شب
اتوبوس شب فیلمی ایرانی به کارگردانی کیومرث پوراحمد محصول سال ۱۳۸۵ است. این فیلم به صورت سیاه و سفید منتشر و در جشنواره فیلم فجر و جشن خانه سینما در رشته‌های کارگردانی، فیلم، فیلم‌نامه و بازیگری برنده جوایز مختلفی شده‌است.

## ساخت
کیومرث پوراحمد، قصه اتوبوس شب را در طول ۹ ماه، پنج بار بازنویسی کرده‌است. او که این فیلم را بر اساس کتاب «داستان‌های شهر جنگی» اثر حبیب احمدزاده ساخته، در این باره گفته‌است: «وقتی این کتاب را مطالعه کردم، داستان نوجوانی که چهل اسیر را از آبادان به ماهشهر می‌برد، به قدری گیرا و جذاب بود که مرا به دنبال خود کشاند و گفت مرا بساز.» این فیلم به تهیه‌کنندگی مهدی همایونفر در مرکز سیما فیلم تولید شد.

## خلاصه
داستان فیلم درباره سربازی نوجوان به نام عیسی (مهرداد صدیقیان) است که مأمور شده به عنوان بلد راه، عده‌ای از اسیران عراقی را با همراهی یک اتوبوس و راننده‌اش به قرارگاه برساند. در طول مسیر اتفاق‌هایی تا رسیدن اتوبوس به قرارگاه پیش می‌آید. داستان فیلم در طی یک شب روایت می‌شود و در همین فاصله زمانی و براساس اتفاقات مسیر، رابطه‌ای میان نوجوان و راننده اتوبوس (خسرو شکیبایی) و اسرای عراقی شکل می‌گیرد.

## درباره فیلم
«اتوبوس شب» فیلمی ساده و موجز است که با طراحی اتفاقاتی توانسته اوج و فرود مناسبی برای قصه داشته باشد و از راکد شدن آن در یک مقطع جلوگیری کند. پوراحمد کارگردان فیلم، روابط عمیق شخصیت‌ها را به خوبی در این فیلم نشان داده‌است. به گزارش خبرگزاری مهر، ویژگی مهم فیلم شخصیت اصلی و قهرمان آن است که خصوصیات تیپیک ندارد و مهارت‌هایش نیز در حد یک بلد راه است و به عنوان یک قهرمان جدید در عرصه فیلم‌های سینمای دفاع مقدس معرفی می‌شود. قهرمان فیلم، نوجوانی است که به خاطر مختصات جنگ ایران در موقعیتی قرار می‌گیرد که باید یک عده اسیر عراقی را به قرارگاه منتقل کند و این مطلب از جهت منطقی چندان قابل قبول نیست. در واقع فیلم «اتوبوس شب» بیان شرح‌حالی از بالغ شدن یک قهرمان غیر تیپیک است که به واسطه ویژگی‌های خاص جنگ ایران و عراق مفهوم پیدا کرده‌است.

## جوایز
این فیلم برنده جوایزی متعددی شده‌است:

### بیست و پنجمین دوره جشنواره فیلم فجر
| بخش                        | نامزد          | نتیجه        |
| -------------------------- | -------------- | ------------ |
| بهترین فیلم                | مهدی همایون‌فر  | نامزدشده     |
| بهترین کارگردانی           | کیومرث پوراحمد | نامزدشده     |
| بهترین بازیگر نقش اول مرد  | خسرو شکیبایی   | دیپلم افتخار |
| بهترین بازیگر نقش مکمل مرد | مهرداد صدیقیان | نامزدشده     |

### بیست و ششمین دوره جشنواره فیلم فجر
| بخش          | نامزد            | نتیجه |
| ------------ | ---------------- | ----- |
| بهترین آنونس | امیرشیبان خاقانی | برنده |

### یازدهمین دوره جشن حافظ
| بخش                      | نامزد                         | نتیجه    |
| ------------------------ | ----------------------------- | -------- |
| بهترین فیلم              | مهدی همایون‌فر                 | نامزدشده |
| بهترین کارگردانی         | کیومرث پوراحمد                | برنده    |
| بهترین بازیگر مرد سینما  | خسرو شکیبایی                  | نامزدشده |
| بهترین فیلم              | مهرداد صدیقیان                | نامزدشده |
| بهترین فیلمنامه          | کیومرث پوراحمد                | نامزدشده |
| بهترین فیلمبرداری        | مهدی جعفری                    | برنده    |
| بهترین موسیقی متن        | فردین خلعتبری                 | نامزدشده |
| بهترین تدوین             | کیومرث پوراحمد و بهرام دهقانی | نامزدشده |
| بهترین طراحی صحنه و لباس | علی مربی                      | نامزدشده |
| بهترین چهره‌پردازی        | مهری شیرازی                   | برنده    |
| بهترین صدا               | مسعود بهنام و حسین ابوالصدق   | نامزدشده |

- جایزه بهترین کارگردانی جشنواره بین‌المللی فیلم خروس طلایی ۲۰۰۷
- جایزه ویژه هیئت داوران جشنواره فیلم آسیا پاسیفیک ۲۰۰۷
- تندیس بهترین فیلم یازدهمین جشن خانه سینما ۱۳۸۶
- تندیس بهترین فیلمنامه یازدهمین جشن خانه سینما ۱۳۸۶